# Chlorophorus hrabovskyi
Chlorophorus hrabovskyi är en skalbaggsart som beskrevs av Josef Kratochvíl 1985. Chlorophorus hrabovskyi ingår i släktet Chlorophorus och familjen långhorningar.
Artens utbredningsområde är Turkmenistan. Inga underarter finns listade i Catalogue of Life.